# Soudan du Sud aux Jeux olympiques d'été de 2016
Le Soudan du Sud participe aux Jeux olympiques d'été de 2016 à Rio de Janeiro au Brésil du 5 août au 21 août. Il s'agit de sa 1re participation à des Jeux d'été, à la suite de la reconnaissance de ce pays par le Comité international olympique en 2015. Néanmoins, aux Jeux de 2012, le marathonien Guor Marial avait participé sous la bannière olympique, le CNO du pays n'étant alors pas encore reconnu.
Par ailleurs, 5 autres athlètes du Soudan du Sud prendront part à ces Jeux, sous la bannière olympique, en tant que membre de l'équipe d'athlètes olympiques réfugiés.

## Athlétisme
Hommes
Courses
| Athlète       | Épreuve  | Séries        | Séries | Demi-finales | Demi-finales | Finale          | Finale  |
| Athlète       | Épreuve  | Temps         | Rang   | Temps        | Rang         | Temps           | Rang    |
| ------------- | -------- | ------------- | ------ | ------------ | ------------ | --------------- | ------- |
| Santino Kenyi | 1 500 m  | 3 min 45 s 27 | 24e    | Éliminé      | Éliminé      | Éliminé         | Éliminé |
| Guor Marial   | Marathon | NC            | NC     | NC           | NC           | 2 h 22 min 45 s | 82e     |

Femmes
Courses
| Athlète                    | Épreuve | Séries  | Séries | Demi-finales | Demi-finales | Finale   | Finale   |
| Athlète                    | Épreuve | Temps   | Rang   | Temps        | Rang         | Temps    | Rang     |
| -------------------------- | ------- | ------- | ------ | ------------ | ------------ | -------- | -------- |
| Margret Rumat Rumar Hassan | 200 m   | 26 s 99 | 71e    | Éliminée     | Éliminée     | Éliminée | Éliminée |